# Farní sbor Českobratrské církve evangelické v Písku
Farní sbor Českobratrské církve evangelické v Písku je sborem Českobratrské církve evangelické v Písku. Sbor spadá pod Jihočeský seniorát.
Sbor byl založen roku 1922 z kazatelské stanice existující od roku 1900.
Farářem je Daniel Freitinger a kurátorem sboru Jan Franců.

## Faráři sboru
- Vladimír Čech (1923-1929)
- Zdeněk Somolík (1930-1946)
- Milan Srnka (1946, +1952)
- Karel Palásek (1952–1983)
- Jiří Kučera (1983–1987)
- Petr Chamrád (1989–2001)
- David Nečil (2001–2008)
- Jiří Ježdík (2008–2024)
- Daniel Freitinger (od 2024)